# Temur Babluani
Temur Babluani ou Temour Bablouani (en géorgien : თემურ ბაბლუანი), parfois Teïmouraz Bablouani, né le 20 mars 1948 à Tchagouri en Svanétie (Géorgie, à l’époque en URSS), est un cinéaste géorgien, acteur, scénariste, réalisateur et producteur de longs métrages .

## Biographie
Comme acteur, il joue dans différents films de cinéma ou de télévision, Allons, la jeunesse !, Ma terre natale, Cucaracha. Comme réalisateur, il tourne Le vol des moineaux, Frère et Le Soleil des insomniaques qui le fera connaitre en Europe occidentale. Il réalise en 2006, avec son fils Gela, un film franco-géorgien L'Héritage.
Il est diplômé de l’Institut de théâtre et de cinéma Chota Roustavéli, sous la direction de Tenguiz Abouladzé (1979). Son fils Gela Babluani est également réalisateur. Son fils George et sa fille Olga sont acteurs.

## Filmographie

### Acteur
- 1969 : en géorgien : Gimilis bichebi, en français : Allons, la jeunesse ! de Révaz Tchkhéidzé
- 1980 : en géorgien : Mshobliuro  chemo mitsav, en français : Ma terre natale
- 1982 : en géorgien : Cucaracha
- 1989 : en géorgien : Tsokhovreba Don Kikhotisa da Sanchosi

### Scénariste
- 1992 : Le Soleil des insomniaques (géorgien : Udzinarta mze)

### Réalisateur
- 1980 : en géorgien : Beghurebis gadafrena, en français : Le Vol des moineaux
- 1981 : en géorgien : Dzma, en français : Frère
- 1992 : Le Soleil des insomniaques (géorgien : Udzinarta mze)
- 2006 : L'Héritage

### Producteur
- 1996 : en géorgien : Shekvarebuli kulinaris 1001 resepti, en français : Les Mille et une recettes du cuisinier amoureux de Nana Djordjadze

## Distinctions
- Le Soleil des insomniaques: Grand prix du Festival Kinotavr à Sotchi (1992), Prix Nika du meilleur scénario (1992), Ours d'argent au Festival de Berlin (1993)

* Les Mille et une recettes du cuisinier amoureux : nommé aux Oscars 1996[réf. nécessaire]